# إرنا فيرجاسن
إرنا فيرجاسن (بالإنجليزية: Erna Fergusson)‏ هي مؤرخة أمريكية، ولدت في 10 يناير 1888، وتوفيت في 30 يوليو 1964.